# Yaxham
Yaxham – wieś w Anglii, w hrabstwie Norfolk, w dystrykcie Breckland. Leży 23 km na zachód od miasta Norwich i 148 km na północny wschód od Londynu. W 2001 miejscowość liczyła 677 mieszkańców.